# Мамаду Тункара (футболіст, 2001)
Мамаду́ Тункара́ (фр. Mamadou Tounkara; нар. 14 грудня 2001, Епіне-сюр-Сен) — малійський і французький футболіст, захисник португальського клубу «Шавеш».

## Клубна кар'єра
Почав займатися футболом в юнацькій команді «Дрансі», а 2019 року дебютував за основний її склад.
1 липня 2020 року перейшов у португальський клуб «Віторія» (Гімарайнш), підписавши трирічний контракт. Перші два сезони виступав за резервну команду «Віторії».
3 вересня 2022 року в поєдинку Прімейра-ліги проти «Браги» дебютував за першу команду «Віторії», вийшовши на заміну. 10 вересня 2022 року підписав новий контракт з «Віторією» до 2025 року, після чого був переведений до основного складу. Всього у своєму дебютному сезоні провів 18 поєдинків у складі «Віторії».
27 липня 2023 року дебютував у єврокубках у матчі другого кваліфікаційного раунду Ліги конференцій УЄФА проти словенського «Целє».
20 серпня 2024 року перейшов у португальський клуб Другої ліги «Шавеш». 25 серпня дебютував за «Шавеш» у матчі Другої ліги проти «Марітіму», замінивши Леандру Санка.

## Кар'єра в збірній
В березні 2024 року почав виступати за збірну Малі до 23 років.
16 червня 2024 року потрапив до заявки олімпійської збірної Малі для участі в матчах футбольного турніру на літніх Олімпійських іграх 2024 в Парижі. На олімпійському турнірі зіграв у матчах групового етапу проти збірних Ізраїлю, Японії і Парагваю, а малійці не вийшли з групи, посівши 3-є місце.

## Статистика виступів
Станом на 15 травня 2025
| Клуб                  | Сезон             | Чемпіонат         | Чемпіонат | Чемпіонат | Кубок | Кубок | Єврокубки | Єврокубки | Інші  | Інші | Всього | Всього |
| Клуб                  | Сезон             | Дивізіон          | Матчі     | Голи      | Матчі | Голи  | Матчі     | Голи      | Матчі | Голи | Матчі  | Голи   |
| --------------------- | ----------------- | ----------------- | --------- | --------- | ----- | ----- | --------- | --------- | ----- | ---- | ------ | ------ |
| Віторія (Гімарайнш) Б | 2021–22           | Терсейра-ліга     | 3         | 0         | —     | —     | —         | —         | —     | —    | 3      | 0      |
| Віторія (Гімарайнш) Б | 2022–23           | Терсейра-ліга     | 3         | 0         | —     | —     | —         | —         | —     | —    | 3      | 0      |
| Віторія (Гімарайнш) Б | Всього            | Всього            | 6         | 0         | 0     | 0     | 0         | 0         | 0     | 0    | 6      | 0      |
| Віторія (Гімарайнш)   | 2022–23           | Прімейра-ліга     | 14        | 0         | 2     | 0     | 0         | 0         | 2     | 0    | 18     | 0      |
| Віторія (Гімарайнш)   | 2023–24           | Прімейра-ліга     | 0         | 0         | 1     | 0     | 2         | 0         | 0     | 0    | 3      | 0      |
| Віторія (Гімарайнш)   | Всього            | Всього            | 14        | 0         | 3     | 0     | 2         | 0         | 2     | 0    | 21     | 0      |
| Шавеш                 | 2024–25           | Сегунда-ліга      | 5         | 0         | 2     | 0     | —         | —         | 0     | 0    | 7      | 0      |
| Всього за кар'єру     | Всього за кар'єру | Всього за кар'єру | 25        | 0         | 5     | 0     | 2         | 0         | 2     | 0    | 34     | 0      |

1. ↑  Матчі в Кубку португальської ліги
2. ↑  Матчі в Лізі конференцій УЄФА